# 旧世界 (游戏)
《旧世界》是一款历史题材的回合制战略4X游戏，由Mohawk Games开发，支持Microsoft Windows和macOS平台。游戏于2021年7月1日发布，后于2022年5月19日在Steam和GOG平台上线，并同时支持了Linux系统。

## 游戏玩法
《旧世界》是一款以上古与古典时期为背景的历史题材回合制策略游戏，其游戏玩法与《文明》等其他4X游戏相似。玩家将在巴比伦、波斯、亚述、埃及、希腊、罗马和迦太基七个文明中选择一个进行扮演，通过探索扩张、管理内政、发展科技、外交与战争等方式满足名为“野心”的动态游戏目标，并通过最早完成10个野心目标而取得游戏胜利。
《旧世界》融入了类似《十字军之王》系列的王朝模拟和叙事元素。在《旧世界》中，玩家控制一个统治者家族，统治者会老去并逝世，必须有继承人随时准备接替。因此，统治者需要结婚、培养继承人、管理家族事务。游戏进程由大量具有鲜明个性、优势和劣势的角色驱动，角色随着时间的推移会发展出新的个性和特质、增长资历、获得经验。
和大部分回合制4X游戏不同，在游戏中，玩家只能使用每个回合有一定总数上限的“指令”来下达有限的命令。指令的使用范围包括单位的移动，也包括内政外交的决策。另外，发展科技也不是通过爬科技树的方式。科技进步的方向不是预先确定的，而是玩家必须在随机抽取的几张牌中选择一种科技进行开发。未选择的牌将被丢弃，直到重新洗牌后再次出现。

## 开发
《旧世界》是美国游戏工作室Mohawk Games开发的第二款游戏。该工作室成立于2013年，此前还开发过《外星贸易公司》。游戏由曾担任《文明IV》的主要设计师的索伦·约翰逊设计。他认为，将游戏涵盖6000年世界历史（如《文明》系列）既是一个优势，也是一个挑战，因此他选择将《旧世界》的重点放在文明历史的最早时期。
这款游戏最初被称为《10 Crowns》，原计划由Starbreeze出版。但在Starbreeze进行重组期间，出版权被卖回，随后游戏更名并通过Epic游戏商城发布。
2020年4月28日，Mohawk Games宣布游戏将于2020年5月5日通过Epic数字商城推出抢先体验版本。游戏最终于2021年7月1日正式发布。后来，宣布由Hooded Horse出版该游戏，并于2022年5月19日在Steam和GOG平台上线。

### 资料片
| 名称                                      | 发布日期      | 特点                                                              |
| ----------------------------------------- | ------------- | ----------------------------------------------------------------- |
| 爱琴海英雄 （Heroes of the Aegean）       | 2022年5月19日 | 加入了一系列与马其顿与希腊世界相关的场景战役 加入赫梯作为可选文明 |
| 神圣与亵渎 （The Sacred and The Profane） | 2023年1月17日 | 加入了一系列与宗教、信仰与神职相关的游戏内容                      |
| 尼罗河法老 （Pharaohs of the Nile）       | 2023年10月5日 | 加入了一系列与埃及相关的场景战役 加入库施作为可选文明             |
| 奇迹与王朝 （Wonders and Dynasties）      | 2024年1月12日 | 加入了王朝机制和一系列历史事件与历史人物 加入了八大古代世界奇迹   |
| 天災怒潮 （Wrath of Gods）                | 2025年3月3日  | 加入九种自然灾害 加入阿克苏姆作为可选文明                         |

## 评价
| 汇总媒体             | 得分   |
| -------------------- | ------ |
| Metacritic           | 80/100 |
| OpenCritic（推荐率） | 82%    |

根据综合评论网站Metacritic的数据， 《旧世界》获得了“普遍好评”的评论。
IGN的莉娜·哈弗评价《旧世界》：“虽然《旧世界》是一款比其前辈《文明》系列更小规模的4X游戏，但它的新理念既增添了有趣的深度，又补充了令人生畏的复杂性。”她给这款游戏打出了8/10的评分。PC Gamer将《旧世界》评为2021年最佳策略游戏。
田志仁为《旧世界》创作的原声音乐获得了格莱美奖电子游戏和其他互动媒体最佳配乐奖的提名。
《旧世界》是GOG.com2022年发行的前三名畅销游戏之一。 